# 週刊バイクTV
週刊バイクTV（しゅうかんバイクティービー）は、2004年4月から千葉テレビ放送（チバテレ）で放送されているオートバイ専門の番組。

## 出演者
番組開始当初よりパーソナリティを務めてきた末飛登は2020年3月をもって降板し、同年4月よりREIが後任を務めている。同時にアシスタントも一新された。

### 現在の出演者
- パーソナリティ
  - REI （2020年4月 - ）
- アシスタント
  - 木村亜美（2020年4月 - ）
  - 高橋友希（2020年4月 - ）
- 番組コーナー出演
  - 葉月美優（2019年4月 - ）
- ナレーター
  - 野瀬育二

### 過去の出演者
- 末飛登（番組開始 - 2020年3月） ロックバンド「HALFWAY Boys」ヴォーカル
- 永島さや佳（2007年5月）
- 大木美欧（2008年10月）
- 水野ちはる 番組コーナー出演
- 柴田奈緒美（番組開始 - 2012年4月）
- 谷岡恵里子（2012年5月 - 遅くとも2013年7月）元 チバテレアナウンサー[2]
- 服部美貴（2012年5月 - 2013年3月）
- 澤井玲菜（2012年5月 - 遅くとも2013年7月）
- 石田浩子（2012年10月） 出演当時チバテレアナウンサー。谷岡の代役で単発出演
- ときひろみ（2013年2月 - 2015年） 番組コーナー出演
- 藤原明子（2013年4月 - 2016年8月） 服部の卒業に伴いゲスト出演者からレギュラーアシスタントへ昇格
- 平嶋夏海（2016年9月 - 2020年3月）
- 岸田彩美（2016年10月 - 2020年3月） 藤原の卒業に伴いゲスト出演者から準レギュラーアシスタントへ昇格

## 番組プログラム

### オープニング
- 曲と映像に加え末飛登の声で「俺はバイクが好きで好きでたまらないんだ～云々」というポエムを語った後にタイトルコールが入る。
- テーマ曲が「イカ王」（歌唱：kengo.ThreadFlow[3]）に変わった2012年11月頃よりポエムが無くなりタイトルコールのみになる。
- 2015年4月以降は末飛登がヴォーカルを務めるバンド「HALFWAY Boys」の楽曲『Feel!』がオープニングテーマ曲として使用されており、タイトルコールは廃止されている。
- 2017年4月よりHALFWAY Boys の「No Way」に変わる。
- 2018年4月11日放送よりHALFWAY Boys の「Moving On」に変わる。
- 2019年4月3日放送よりHALFWAY Boys の「Dear...」に変わる。
- 2020年4月1日放送よりMC変更に伴い番組一新、vivid undress の「My Real」に変わる。
- 2023年6月7日放送より番組1,000回放送記念で、Len Urasoko の「Where is my party」に変わる。
- 2024年6月26日放送よりCYVAの「BACKFIRE」に変わる。

### 特集
- 毎回、オートバイに関連する人物を招いて、バイクのメンテナンスやツーリングなど、様々な企画を行う。
- 東京モーターサイクルショー開催時は出展車輌の紹介を行う。

### 番組コーナー
- 現在
  - ホンダドリームに聞いてみよう♥（2019年10月まで「総合メンテ同好会」）
- 過去のコーナー
  - とっきードッキーリポート（不定期）
  - メンテナンスコーナー「ちはるのメンテぶんぶ～ん!」

## スタッフ
- 技術：園田眞吾/浜崎義成
- 制作：北田ゆう子
- 編集&MA : JAM
- ディレクター：齊藤栄治/小野寺史憲
- アシスタントプロデューサー：前田和宏
- プロデューサー：坂西宏美/井上晴貴
- 制作協力：Jam
- 制作著作：チバテレ

## ネット局

### 現在のネット局
5いっしょ3ちゃんねる加盟局ではテレビ神奈川（tvk）、群馬テレビ（群テレ）以外で視聴可能である。
| 放送対象地域 | 放送局                                        | 系列                           | 放送日時             | 放送時間         |
| ------------ | --------------------------------------------- | ------------------------------ | -------------------- | ---------------- |
| 千葉県       | 千葉テレビ放送（チバテレ） 週刊バイクTV制作局 | JAITS （5いっしょ3ちゃんねる） | 水曜日 22:30 - 23:00 | 2004年4月6日 -   |
| 埼玉県       | テレビ埼玉（テレ玉）                          | JAITS （5いっしょ3ちゃんねる） | 木曜日25:30 - 26:00  | 2008年10月14日 - |
| 栃木県       | とちぎテレビ（とちテレ）                      | JAITS （5いっしょ3ちゃんねる） | 金曜日 22:30 - 23:00 | 2008年10月11日 - |
| 三重県       | 三重テレビ                                    | JAITS                          | 月曜日 23:20～23:50  |                  |
| 兵庫県       | サンテレビジョン（サンテレビ）                | JAITS                          | 火曜日 26:05 - 26:35 | 2010年4月8日 -   |

### 過去のネット局
| 放送対象地域 | 放送局                                      | 系列           | 放送日時 | 放送期間                     |
| ------------ | ------------------------------------------- | -------------- | --- | ---------------------------- |
| 群馬県       | 群馬テレビ（群テレ）                        | JAITS          | 木曜日 22:00 - 22:30                                                                                        | 2012年11月1日 - 2013年3月    |
| 東京都       | 東京メトロポリタンテレビジョン （TOKYO MX） | JAITS          | 木曜日 27:34 - 28:00                                                                                        | 2022年4月7日 - 2023年9月28日 |
| 全国放送     | チャンネル700                               | ケーブルテレビ | 月曜日 27:00 - 27:30 水曜日 22:00 - 22:30 木曜日26:30 - 27:00 金曜日 27:30 - 28:00 火・土曜日 28:30 - 29:00 | 不明                         |